# Wierchniesawinskaja
Wierchniesawinskaja (ros. Верхнесавинская) – wieś w Rosji, w rejonie kiczmiengsko-gorodieckim obwodu wołogodzkiego. W 2010 r. liczyła 28 mieszkańców.